# Großsteingrab Dellbrück
Das Großsteingrab Dellbrück (auch Dellbrücker Kammer genannt) ist eine megalithische Grabanlage der jungsteinzeitlichen Trichterbecherkultur bei Dellbrück, einem Ortsteil von Bargenstedt im Kreis Dithmarschen (Schleswig-Holstein). Es trägt die Sprockhoff-Nummer 152. Kurz vor 1850 und nochmals 1917 fanden Grabungen statt, zu denen allerdings keine Publikationen vorliegen.

## Lage
Das Grab befindet sich am östlichen Ortsrand von Dellbrück in einem Gehölz an der Straße Eckschapp. Es ist über einen Weg erreichbar. 4 km östlich befindet sich das Großsteingrab Tensbüttel.

## Beschreibung
Die Anlage besaß ursprünglich eine runde Hügelschüttung, die heute nicht mehr erhalten ist. Ein um das Grab angebrachter Steinkranz ist nach Ernst Sprockhoff neuzeitlich. Von der ursprünglichen Anlage ist nur noch die Grabkammer erhalten, diese befindet sich allerdings in einem sehr guten Erhaltungszustand. Es handelt sich um einen nord-südlich orientierten erweiterten Dolmen mit einer Länge von 2,5 m und einer Breite von 1,7 m. Die Kammer besteht aus zwei Wandsteinpaaren an den Langseiten, einem Abschlussstein an der südlichen Schmalseite, zwei Steinen an der nördlichen Schmalseite und zwei Decksteinen. Der Zugang zur Kammer befindet sich an der Nordseite. Ursprünglich stand dort in der östlichen Hälfte ein schmaler Stein, der bis zum Deckstein reichte und in der westlichen Hälfte ein halbhoher, spitz zulaufender Stein. In diesem Zustand fand Sprockhoff die Kammer noch bei seiner Aufnahme 1934 vor. Später wurde der östliche Stein entfernt und vor die Kammer gelegt sowie der westliche Stein verrückt, sodass er nun die gesamte Schmalseite einnimmt.